# Johanniterorden i Stockholm

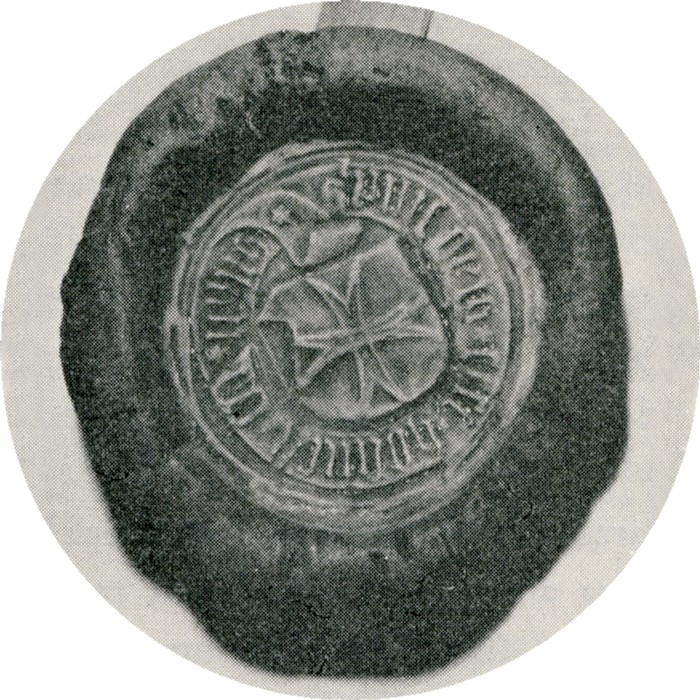
Sigill tillhörande provisorn Jöns Johansson vid S:t Johanneskyrkan, 6 oktober 1526

Johanniterorden var verksam i Stockholm sedan början av 1330-talet, med koppling till Johanniterklostret i Eskilstuna. Verksamheten upphörde efter Gustav Vasas reduktion 1527.
Eskilstunabröderna, som de också kallades i Sverige, ägnade sig i hög grad åt att i kristen anda härbärgera resande och att vårda åldringar och sjuka, även spetälska.

## Historik
Den 25 november 1334 skänkte Magnus Eriksson en fastighet till Johanniterklostret i Eskilstuna. Fastigheten, som var belägen på Helgeandsholmen  väster om Helgeandshuset, beskrivs som bestående av både sten- och trähus samt tillhörande tomt.  Området på Helgeandsholmen kallades Munkagården, som var bland annat ett gästhus för resande. 
Johanniterorden var en av Sveriges rikaste jord- och fastighetsägare. Förutom fastigheten på Helgeandsholmen ägde Eskilstunaklostret även tomter på bland annat Norrmalm och Södermalm samt ett hus i S:t Nikolai församling och i S:t Johannes församling. Utanför Stockholm ägde klostret omfattande jordegendomar i bygden kring Eskilstuna och fastigheter i städer runt Mälaren.
Munkagården på Helgeandsholmen var för staden av strategisk betydelse, just här ville man utöka befästningsanläggningen. Efter mångåriga förhandlingar kom staden och orden överens 1490. Den tomt som erbjöds som kompensation låg på sydvästra Stadsholmen ungefär i dagens kvarteret Cerberus  (vid Kornhamnstorg). Stadens erbjudande accepterades inte, enligt historikern Henrik Ahnlund ansåg Eskilstunabröderna antagligen att tomten låg illa till för ett gästhus.
Genom medverkan av Sten Sture den äldre år 1490 fick Klostret i Eskilstuna byta till sig en annan, bättre belägen tomt. Den låg i nära anslutning till Kogghamn i dagens kvarteret Glaucus. Närheten till Kogghamnen, som var dåtidens utrikeshamn, var mycket lämplig för brödernas verksamhet. År 1499 anger tänkeboken Johanniterorden som ägare av den nya tomten. Efter några år började man uppföra Johanniternas nya klosterkyrka. Den 14 augusti 1514 invigdes klosterkyrkan S:t Johanneskyrkan av biskop Otto Svinhufvud från Västerås. 
År 1516 slöts ett ömsesidigt avtal med staden att respektera 1490 års överenskommelse. Vid denna sammankomst var både priorn i Eskilstuna Hans Kantui (eller Cantui) och provisorn i Stockholm Larens Erici närvarande.  Redan 11 år senare övertogs kyrkan och tomten av staten i samband med Gustav Vasas reduktion. Samtidigt upphörde Johanniterbrödernas verksamhet både i Stockholm och Eskilstuna. Johannesordens kyrka i Stockholm revs omkring år 1534, teglet återanvändes i fästningsbyggen.